# Umbonata spinosissima
Umbonata spinosissima là một loài nhện trong họ Araneidae.
Loài này thuộc chi Umbonata. Umbonata spinosissima được Albert Tullgren miêu tả năm 1910.